# Friedrich August Körnicke
Friedrich August Körnicke (1828 – 1908) è stato un botanico tedesco. 
| Körn è l'abbreviazione standard utilizzata per le piante descritte da Friedrich August Körnicke. Consulta l'elenco delle piante assegnate a questo autore dall'IPNI. |